# 논리 회로
논리 회로(영어: logic gate)는 불 대수를 물리적 장치에 구현한 것으로, 하나 이상의 논리적 입력값에 대해 논리 연산을 수행하여 하나의 논리적 출력값을 얻는 전자회로를 말한다. AND, OR, NOT의 기본 불 대수를 수행하며, 이 기본 불 대수들의 결합으로 복합적인 논리 기능을 수행한다.
문맥에 따라서 이상적인 논리 회로라는 말을, 인스턴스에 대해서 상승 시간이 없고 무제한의 팬아웃이라고 해석하거나 비이상적 물리장치라고 해석한다.

## 논리 회로의 설계
논리 회로의 설계는 논리식이나 진리표가 사용된다. 좀 더 회로도적인 표기 수단으로 MIL 기호 등 논리 소자 기호가 사용되었다.
1960년대에 표준 논리 IC(텍사스 인스트루먼트의 7400 시리즈)가 등장하자 아날로그 회로 설계와 논리 설계를 분리하여 단순하게 구현할 수 있게 되었다.
작은 규모에서는 논리 소자 기호로 설계할 수 있지만 규모가 커지면 힘들어진다. 그렇기 때문에 1990년대부터 대규모 회로 설계에는 하드웨어 기술 언어가 사용되고 있다. 그리고 집적 회로 기술의 발전에 대응할 수 있도록 다양한 모델에 적용이 가능한 독립적인 모델(동작 기술)을 사용하여 설계한다.
1990년대 후반에는 개발품의 경우 논리 회로 프로그램을 이용하여 PLD, CPLD, FPGA을 사용하였다. 양산품이나 높은 성능이 요구될 경우 ASIC를 사용했다.

## 조합 회로
입력 신호만으로 출력이 결정되는 회로이다.

### 논리 게이트
AND, NOT, OR, XOR 등 기본이 되는 논리 연산을 수행하는 것이다. 덧붙여서 일반적인 논리 회로 설계를 하는 기술자는 수학의 논리 연산 기호와 다른 기호를 사용하여 논리식을 기술하는 경우가 많다.
| 논리 | 논리식                                 | 회로 기호（MIL 기호） |
| ---- | -------------------------------------- | --------------------- |
| NOT  | {\displaystyle {\overline {A}}}        | NOT                   |
| OR   | {\displaystyle A+B}                    | OR                    |
| AND  | {\displaystyle A\cdot B}               | AND                   |
| XOR  | {\displaystyle A\oplus B}              | XOR                   |
| NOR  | {\displaystyle {\overline {A+B}}}      | NOR                   |
| NAND | {\displaystyle {\overline {A\cdot B}}} | NAND                  |

### 응용 회로
- 셀렉터 : 출력 신호 중 하나를 선택하여 출력하는 것.
- 멀티플렉서 : 입력 회로 중 하나를 선택하여 출력하는 것.
- 가산기 : 이진수 연산(덧셈이나 뺄셈)을 처리하는 것.

## 순차 회로
이전 상태의 신호와 외부 입력 신호에 따라 출력이 결정되는 회로이다. 이전상태가 계속 유지되려면 출력을 입력에 반영하는 되먹임 논리회로 구조를 갖는다.

### 래치와 플립플롭
제어 신호에 따라, 현재의 입력 신호가 저장되거나 이전의 입력 신호를 보관 유지하는 것이다.
래치와 플립플럽의 차이는 입력이 들어왔을 때, 출력에 반영하는 방식이 다르다.
- 래치 : 입력이 들어왔을 때, 조건이 맞으면 바로 반영된다. 단, EN 신호가 있을 경우, 이 조건이 만족해야 한다.
- 플립플럽 : 입력이 들어왔을 때, 클럭(CLK, CK, clock)의 동기 신호에 의해 입력이 반영된다.

플립플럽은 입력을 반영하는 시점이 상승에지(클럭에서 논리 L에서 H로 바뀌는 순간)나 하강에지(클럭에서 논리 H에서 L로 바뀌는 순간)에서 반영한다. 이 반영시점 동기를 위해 래치보다 회로가 복잡하다.

### 플립플롭 (Flip - Flop)
플립플롭은 클럭(CLK, CK 등으로 표기) 신호에 동기화되면서 입력 값(D, S, J 등)을 출력한다. 이 값들은 다음 클럭이 입력되기 전까지 보존된다.
- D 플립플롭
- J-K 플립플롭
- T 플립플롭
- A 플립플롭

### 완전 동기식 회로
전체가 동일한 클럭으로 동작되는 회로이다.(동기클럭 설계) 특히 대규모 회로에서 넓게 사용되고 있다.
- 설계할 때 대규모 회로 시뮬레이션이 빠르다.
- 제조할 때 모든 래치의 1, 0 변화 테스트를 하는 벤치 프로그램 제작이 쉽다.

### 카운터
레지스터와 게이트로 구성되어서 순서에 따라서 일정한 출력이 나오고, 일정한 주기가 되면 원래 상태로 되돌아간다.
- 필드 코드 카운터(Filled Code Counter): 모든 출력의 상태가 사용되는 것.
  - 2 비트 코드 카운터
  - 그레이 코드 카운터
  - 이진 카운터

- 언필드 코드 카운터(Unfilled Code Counter): 출력의 일부만 사용되고, 그 밖에는 알 수 없는 상태가 되는 것.
  - 3 비트 이상의 코드 카운터
  - 링 카운터
  - M계열 발생기 (LFSR: Linear Feedback Shift Register)

### 시퀀서(Sequencer)
입력 신호에 따라서 카운터, 레지스터, 게이트 등으로 제작된 회로가 연산 및 일련의 동작을 하는 것이다.

## 순차회로에서 상태도를 활용한 설계 기법
순차회로에서의 설계에서 많이 사용 방법 중의 하나가 상태 기법이다.
- 상태도 활용 : 설계 목적을 구현하기 위해 동작 상태를 추상화 하여 상태도를 그린다. 이 상태도에 입력과 출력을 표시하고 논리회로를 이용하여 회로화 하면 된다.

## 활용도
컴퓨터, 프로그래머블 로직 컨트롤러 (PLC, 공업용 제어 프로세서), 디지털 신호 처리장치 등은 논리 회로를 이용해 만들어진다.

## 같이 보기
- 집적 회로
- 수리 논리학
- 논리 제어
- 전자 회로
- 전기 회로